# Saint-Barthélemy d'Aghbak
Saint-Barthélemy d'Aghbak (en arménien Սուրբ Բարթողոմէօս Աղբաքացի) est un monastère arménien situé en dehors des frontières arméniennes, en Turquie (province de Van), près de la ville de Başkale. Ce monastère de l'ancien Vaspourakan domine la vallée du Grand Zap.
La fondation du monastère, ancienne et légendaire, aurait eu lieu à l'endroit du martyre de saint Barthélemy, l'un des saints patrons de l'Église apostolique arménienne. Saint-Barthélemy devient ultérieurement un des lieux de pèlerinage les plus importants d'Arménie avant d'être abandonné lors du génocide arménien.
Les principaux bâtiments sont l'église Sourp Bartoghomeos (« Saint-Barthélemy ») et son gavit. Si ceux-ci datent principalement des XVIIe et XIXe siècles, ils conservent des éléments remontant aux XIIIe et XIVe siècles, voire à une époque antérieure.

## Situation géographique
Pour un article plus général, voir Vaspourakan.
Le monastère est situé à une altitude de plus de 2 000 m, sur le haut-plateau arménien, et, du haut de la proéminence sur laquelle il est bâti, domine la vallée du Grand Zap.
Saint-Barthélemy se dresse dans le village de Zapbaşi (anciennement Albayrak), près de la ville de Başkale (anciennement Adamakert), dans la province de Van, en Turquie orientale.
Historiquement, le complexe est situé dans le canton d'Aghbak de la province de Vaspourakan, une des quinze provinces de l'Arménie historique selon le géographe du VIIe siècle Anania de Shirak.

## Histoire
Pour un article plus général, voir Histoire de l'Arménie.
La fondation de Saint-Barthélemy est légendaire et très ancienne mais le monastère n'est attesté qu'en 1398 ; il se dresserait ainsi sur le lieu supposé du martyre de saint Barthélemy, l'un des saints patrons avec saint Thaddée de l'Église apostolique arménienne.
Son histoire est peu connue avant 1651, date de sa reconstruction par le supérieur Kirakos, avec l'assentiment des seigneurs kurdes locaux, mais il conserve cependant quelques éléments du XIIIe siècle, voire antérieurs. Devenu un des lieux de pèlerinage les plus importants d'Arménie, il est en outre le siège officiel du diocèse d'Aghbak.
Le monastère est restauré en 1755 et en 1878 ; abandonné depuis le génocide arménien en 1915-1916, il est en outre sérieusement endommagé par un tremblement de terre en 1966.

## Bâtiments
Pour un article plus général, voir Architecture arménienne.
Sourp Bartoghomeos (« Saint-Barthélemy ») est une église au plan original, une croix inscrite cloisonnée intermédiaire ouverte/fermée, avec une abside orientale pentagonale surmontée d'une pièce voûtée et entourée de deux chambres dépourvues d'absidioles ; la chambre du nord aurait contenu le tombeau de saint Barthélemy. Contrairement à la tradition architecturale arménienne, l'axe de l'église est nord-sud ; l'aile occidentale est en outre de taille réduite. Le carré central est surmonté d'un élément (un « prétambour ») cubique supportant par l'intermédiaire de quatre trompes un tambour dodécagonal à l'extérieur, alternant bandes noires et ocre, doté d'une coiffe conique. Quant à l'accès à l'église, il se fait par un portail encadré par un chambranle cintré inscrit dans un second chambranle rectangulaire.
Le gavit remontant probablement au XIIIe siècle est une salle à quatre arcs croisés dont deux ont une courbure irrégulière, à deux colonnes et six piliers. Les chapiteaux sont munis d'abaques sur tores annulaires.
Le revêtement extérieur est commun à l'église et au gavit et est constitué de rectangles séparés par des paires de demi-colonnes qu'une bande relie. Le portail est également situé à l'ouest : monumental, il forme une niche bordée par une torsade et dont l'intrados et les montants sont ornés de deux figures, probablement les architectes. À l'intérieur de celle-ci, la porte dispose de deux tympans : le tympan inférieur est bordé de stalactites et représente le combat de deux cavaliers, une scène d'allure sassanide, tandis que le tympan supérieur est doté d'un cadre en encorbellement et représente une Trinité datant probablement du XIVe siècle ; entouré des quatre vivants et d'hexaptéryges, Dieu y tient l'Enfant Jésus et la colombe du Saint-Esprit dans ses bras.
Le monastère disposait enfin de divers bâtiments de service et d'habitation à l'ouest, et était entouré d'une muraille.